# سدریک اوندو بیوگی
سدریک اوندو بیوگی (انگلیسی: Cédric Ondo Biyoghé؛ زادهٔ ۱۷ اوت ۱۹۹۴) بازیکن فوتبال اهل گابن است.
وی همچنین در تیم ملی فوتبال گابن بازی کرده‌است.